# Usson-en-Forez
Usson-en-Forez är en kommun i departementet Loire i regionen Auvergne-Rhône-Alpes i centrala Frankrike. Kommunen ligger i kantonen Saint-Bonnet-le-Château som tillhör arrondissementet Montbrison. År 2022 hade Usson-en-Forez 1 461 invånare.

## Befolkningsutveckling
Antalet invånare i kommunen Usson-en-Forez
| Referens: INSEE |